# Xterm
xterm – standardowy emulator terminala dla X Window.

## Historia
Praca nad xtermem została rozpoczęta jeszcze przed rozpoczęciem prac nad X Window System. Najpierw został on napisany jako samodzielny emulator terminala dla VS100 przez Marka Vandevoorde'a, ucznia Jima Gettysa, latem 1984 roku, kiedy rozpoczęto tworzenie systemu X Window. Szybko okazało się jasne, że xterm będzie bardziej użyteczny jako część X Window, niż jako samodzielny program. Początkiem 1996 roku główna linia rozwojowa została przesunięta do projektu XFree86 (który oddzielił się od X11R6.3), aby w połowie 2006 roku ponownie stać się oddzielnym programem.
Na xtermie bazuje większość innych emulatorów terminala.

## Obsługa
xterm ma stosunkowo prostą obsługę. Menu uzyskuje się przez przyciśnięcie klawisza Ctrl i klawisza myszy. Są też wersje xterma, które analogicznie do innych programów mają menu w górnej belce programu.